# Мільтон Дельгадо
Мільтон Дельгадо (ісп. Milton Delgado; 16 червня 2005) — аргентинський футболіст, півзахисник клубу «Бока Хуніорс».

## Клубна кар'єра
Дельгадо народився у місті Рафаель-Кастільйо у провінції Буенос-Айрес і став вихованцем академії клубу «Бока Хуніорс». У лютому 2024 року підписав із клубом свій перший професійний контракт до грудня 2028 року.
3 квітня 2024 року дебютував в основному складі «Бока Хуніорс» у матчі Південноамериканського кубка проти болівійського клубу «Насьйональ» (Потосі). 14 червня 2024 року дебютував в аргентинській Прімері в матчі проти клубу «Велес Сарсфілд».

## Кар'єра у збірній
У червні 2024 року дебютував у складі збірної Аргентини до 20 років. У січні 2025 року у складі цієї команди поїхав на молодіжний чемпіонат Південної Америки, здобувши з командою срібні медалі.